# Museu Arqueológico do Carmo

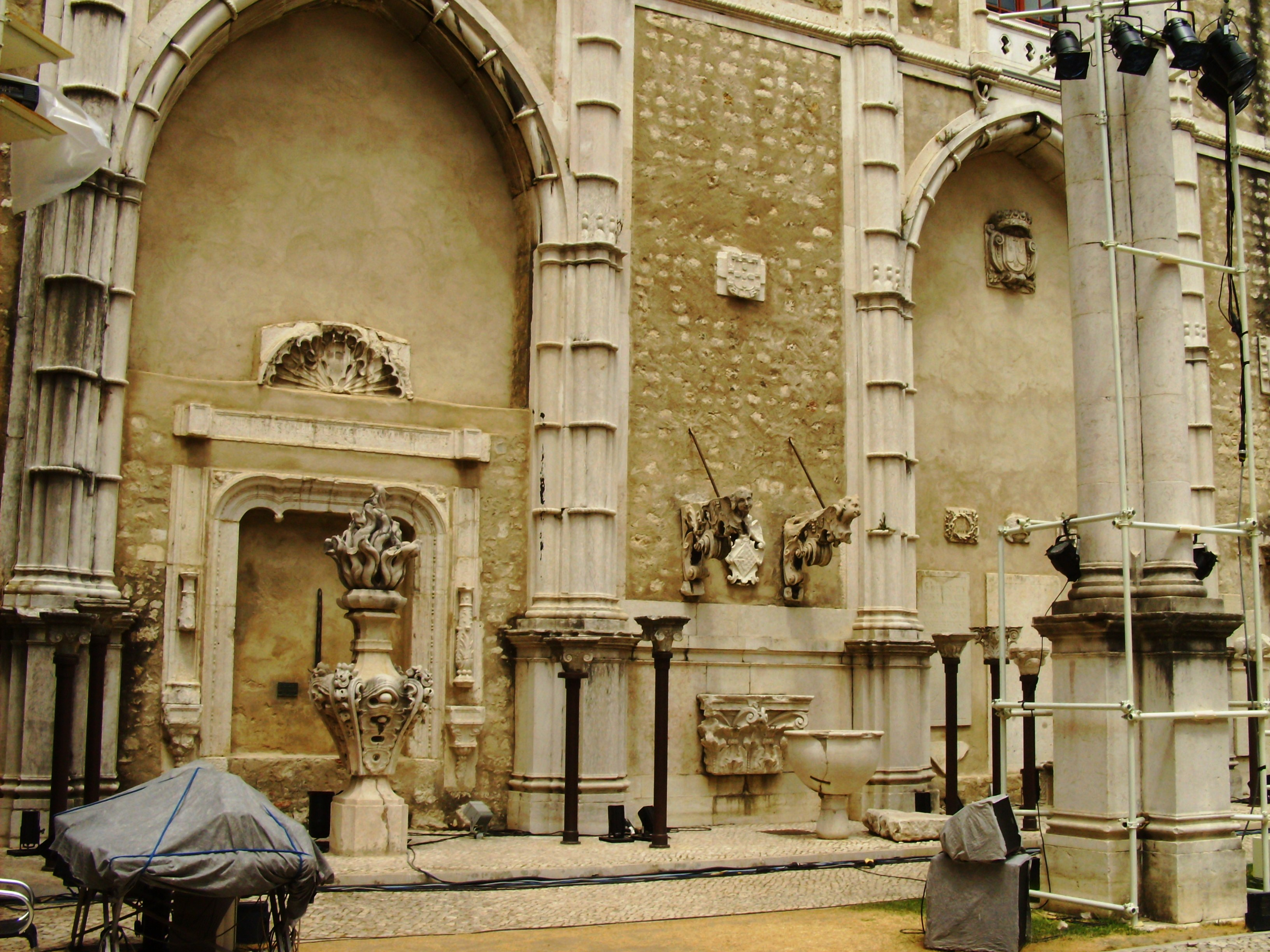
Peças escultóricas em exposição.

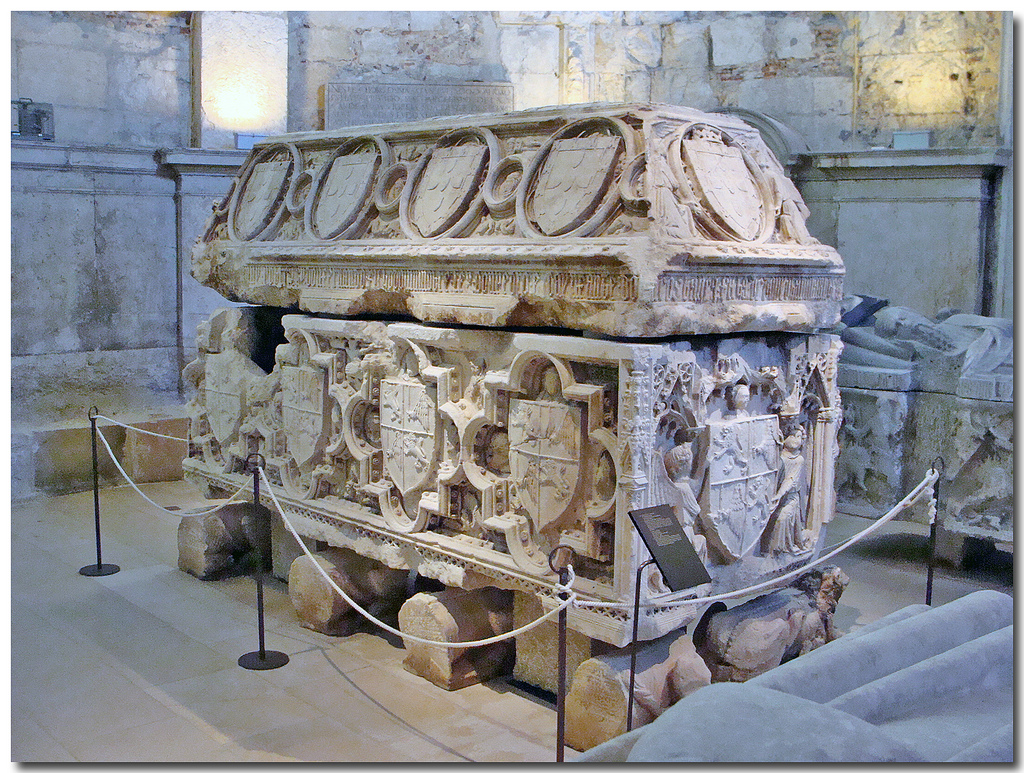
Túmulo de D. Fernando I de Portugal.

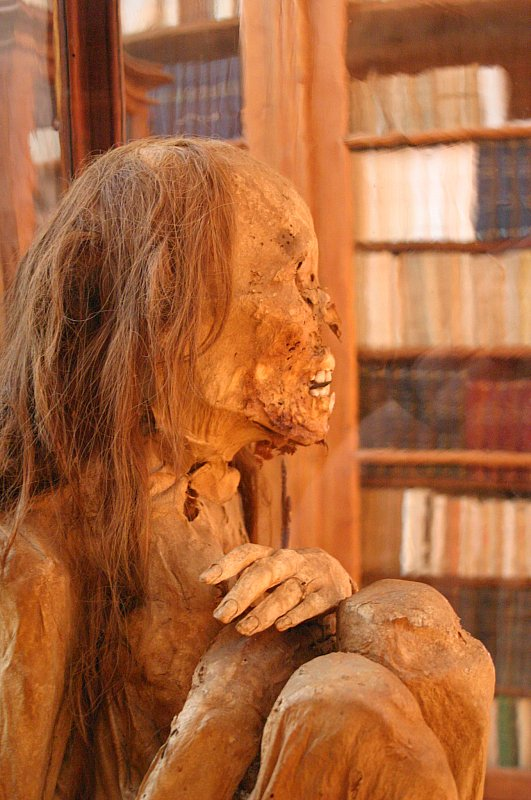
Múmia pré-colombiana.

O Museu Arqueológico do Carmo localiza-se nas ruínas do Convento do Carmo na cidade e Distrito de Lisboa, em Portugal.

## História
O Museu foi fundado em 1864 pelo primeiro presidente da Associação dos Arqueólogos Portugueses, Joaquim Possidónio Narciso da Silva (1806-1896). O seu objetivo maior era o de salvaguardar o património nacional que estava a delapidar-se e deteriorar-se em consequência da extinção das Ordens Religiosas e dos inúmeros estragos sofridos durante as invasões francesas e as guerras liberais.
Possidónio da Silva reuniu inúmeros fragmentos de arquitetura e de escultura, bem como munumentos funerários de grande relevo artístico, painéis de azulejos, pedras de armas e outros itens de diferentes características.
Destinado a ser um "museu vivo", onde os visitantes pudessem conhecer as técnicas arquitetónicas e artísticas, o Museu desde cedo pôde contar com uma biblioteca que ainda hoje se conserva, exposta em parte, numa das salas do Museu.
Nos finais do século XIX, o conde de São Januário, também presidente da Associação, ofereceu ao Museu parte da sua coleção particular de cerâmicas pré-colombianas, e duas múmias do mesmo período. Essa coleção "exótica" constitui hoje um dos principais atrativos do Museu, na medida em que é o único museu português, e um dos poucos da Europa, a possuir duas múmias em exposição permanente.
Entre o último quartel do século XIX e o terceiro quartel do século XX deram entrada no Museu importantes coleções de Arqueologia Pré e Proto-Histórica, provenientes de diferentes escavações arqueológicas, entre as quais se destaca a coleção de Vila Nova de São Pedro (Azambuja - período Calcolítico - 3500-2500 a.C.), contando atualmente com cerca de mil artefatos em exposição permanente.
Tem destaque ainda, no espólio do Museu:
- o "Sarcófago das Musas" (romano, séculos III-IV d.C.);
- três fragmentos escultóricos de origem moçárabe (século X), testemunho do culto e arte cristã em Lisboa durante o domínio muçulmano;
- o túmulo do rei Fernando I de Portugal, obra-prima da escultura gótica no país, recentemente restaurado;
- quatro placas de alabastro com cenas da Paixão de Cristo esculpidas em baixo-relevo, oriundas das oficinas de Nottingham (meados do século XV);
- o túmulo da rainha Maria Ana de Áustria, em estilo barroco;
- conjunto de 14 painéis de azulejos representando a Paixão de Cristo em estilo barroco (c. 1780, oficina de Francisco Jorge da Costa;
- coleção de 101 pedras de armas, com destaque para a lápide com o brasão de Fernão Álvares de Andrade (século XVI), realizada a partir de desenho de Francisco de Holanda.

Entre 1995 e 1996, quando o Metropolitano de Lisboa estendeu as suas linhas até ao Chiado, as obras de abertura dos dois túneis no subsolo da colina do Carmo provocaram sérios danos ao edifício, tendo sido necessário proceder à consolidação das estruturas. Desse modo, o Museu esteve encerrado durante sete anos, durante os quais se procedeu à remodelação integral da exposição permanente, dotando-a de novas vitrines e expositores, dispondo-se as obras em núcleos cronológicos ou temáticos, instalando-se nova e moderna iluminação e procedendo-se ao restauro de muitas das peças mais importantes.
O Museu reabriu as suas portas ao público em julho de 2001, contando atualmente com cerca de 60.000 visitantes por ano.
Em 2002 foi criado o Serviço Educativo do Museu, para a realização de visitas guiadas e de ateliers infanto-juvenis, e implantado o espaço de Livraria/Loja, onde o público pode adquirir peças diversificadas do merchandising do Museu, roteiros, brochuras divulgativas e publicações da Associação dos Arqueólogos Portugueses.

## Galeria

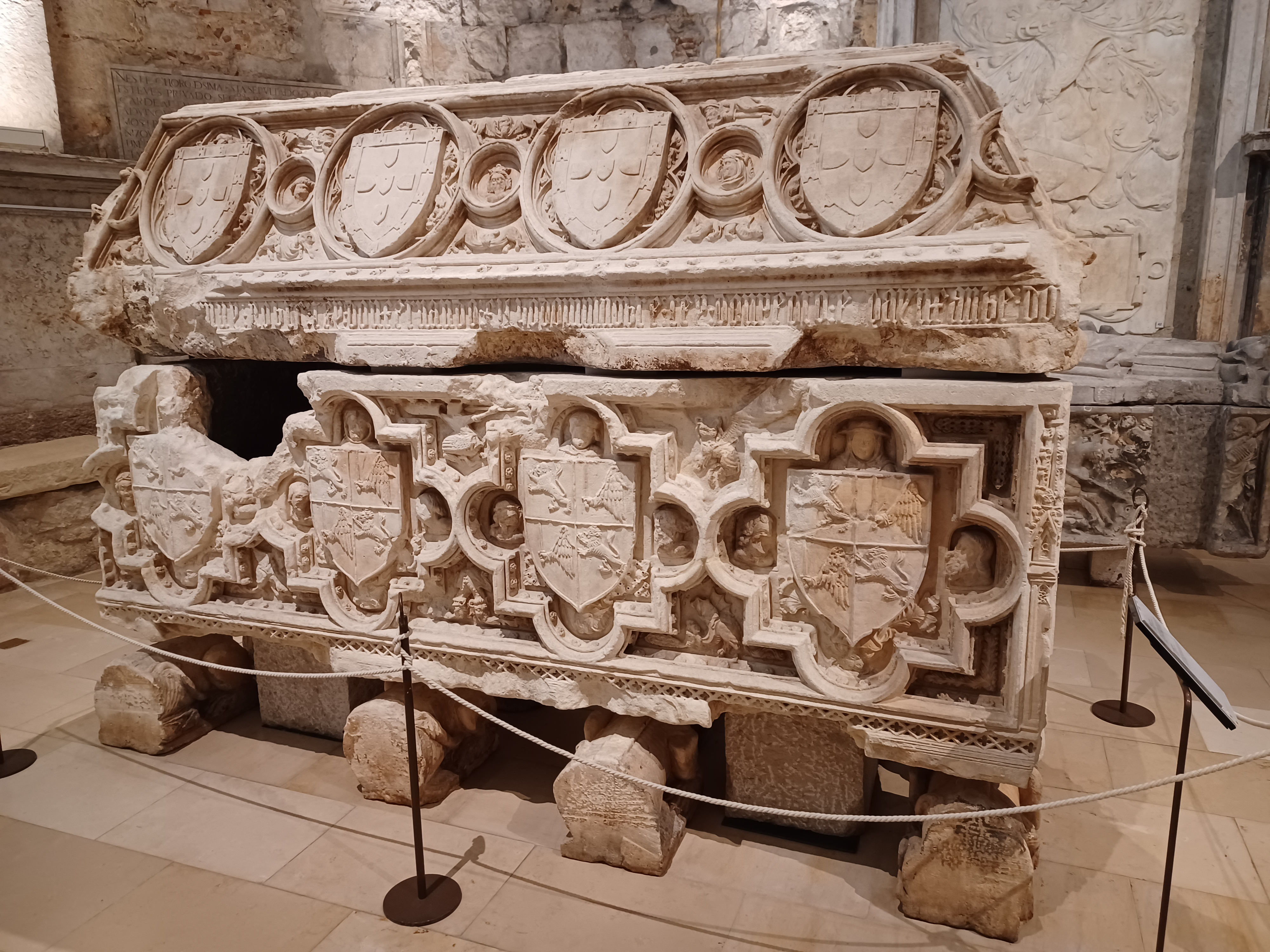
Arca tumular de Dinis de Portugal.
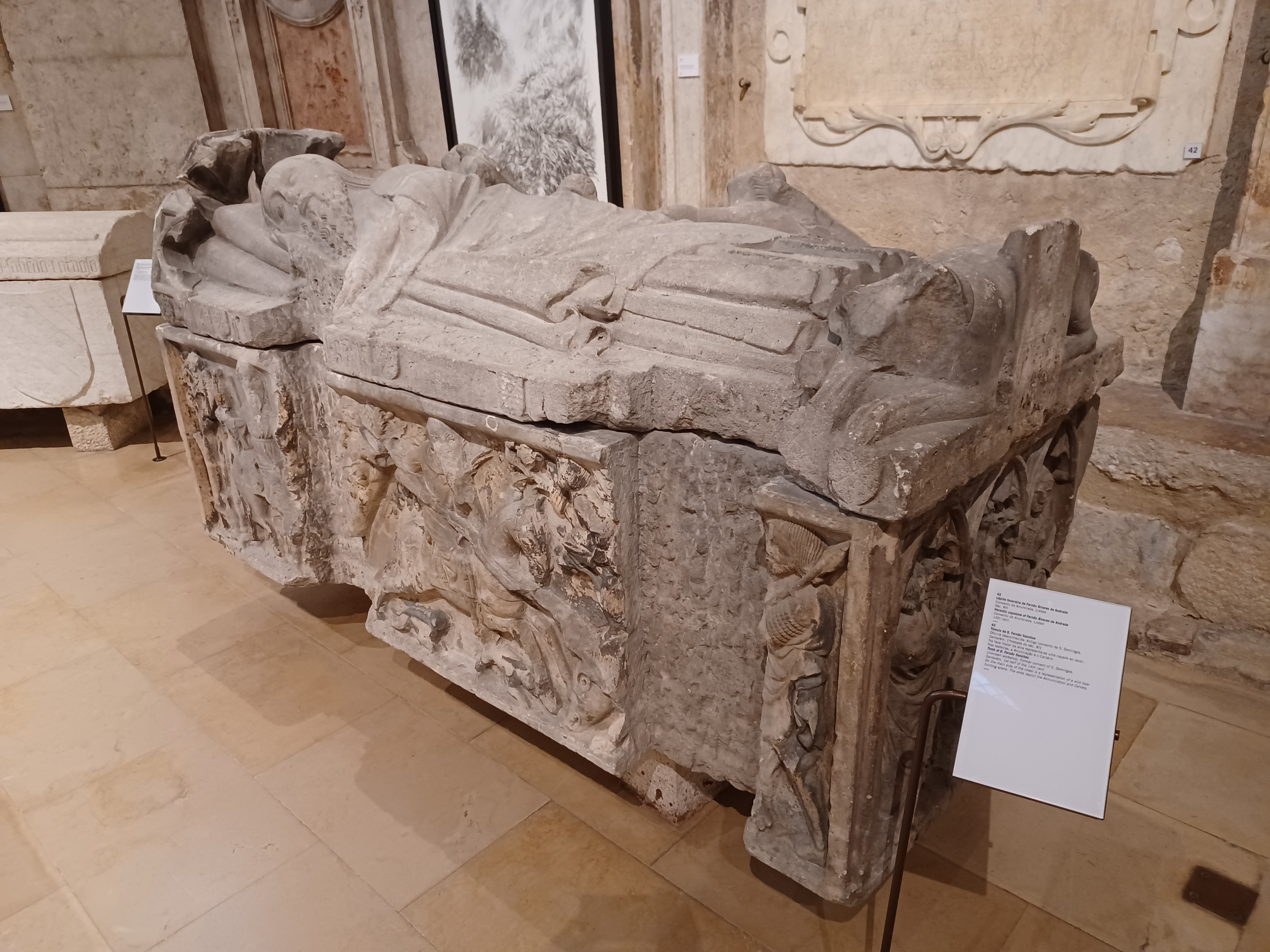
Arca tumular de Fernão Sanches.